# Orleans (Massachusetts)
Orleans is een town in Barnstable County, Massachusetts, Verenigde Staten. De plaats is vernoemd naar Lodewijk Filips II van Orléans, vanwege zijn steun aan de dertien koloniën tijdens de Amerikaanse Revolutie. Orleans is gelegen op Cape Cod.